# موریس هارکلس
موریس هارکلس (انگلیسی: Maurice Harkless؛ زادهٔ ۱۱ مهٔ ۱۹۹۳) بازیکن بسکتبال اهل ایالات متحده آمریکا است.
از باشگاه‌هایی که در آن بازی کرده‌است می‌توان به اورلندو مجیک و پورتلند تریل بلیزرز اشاره کرد.